# بومة أم قويق
الصدى أو البومة الصغيرة أو القُوقَةُ أو بومة أم قويق أو أم السهر (الاسم العلمي: Athene noctua)، هي طائر يسكن معظم المناطق المعتدلة والدافئةفي أوراسيا وشمال إفريقيا. تم إستقدامها إلى بريطانيا في نهاية القرن التاسع عشر وإلى الجزيرة الجنوبية لنيوزيلندا في أوائل القرن العشرين.

## الوصف
هي بومة ذات رأس مستدير وقنة مسطحة وسيقان طويلة. لون الأنثى رمادي يميل للبني والأجزاء العلوية عليها نقاط بيضاء والعيون صفراء والمنقار أصفر فاتح والأرجل مغطاة تقريباً بالريش ولونها يميل للأصفر الفاتح إلى الأبيض. يتراوح طول بومة أم قويق بين 21-23 سم ولا توجد فروق شكلية بين الأنثى والذكر منها.

## البيئة

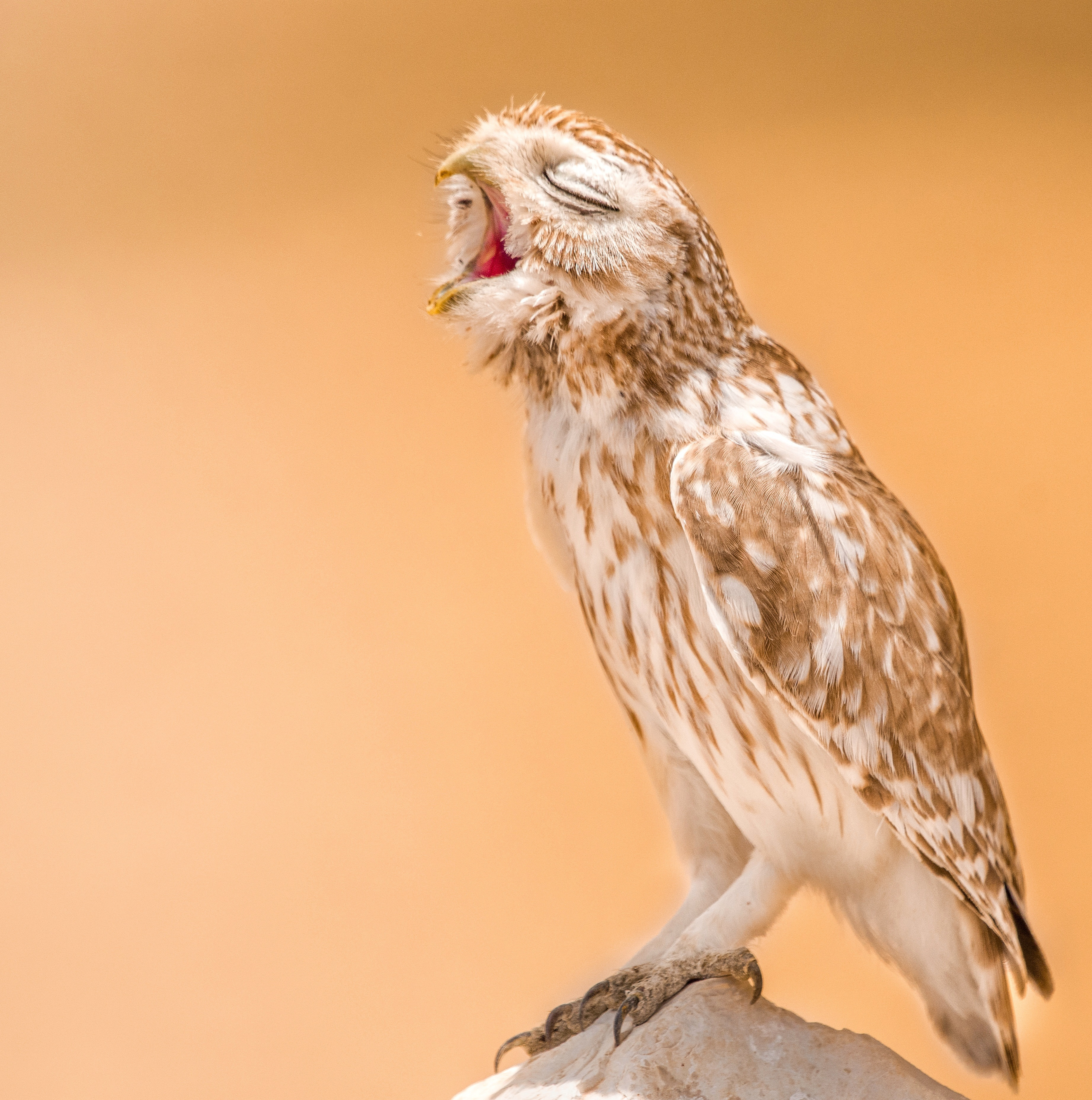
البومة الصغيرة

تعيش في المناطق المفتوحة والصخرية الصحراوية وغير الصحراوية وكذلك في المزارع وعادة ما يتفادى المناطق الكثيفة الأشجار فيشاهد على أعمدة الإضاءة وعلى أسلاك الكهرباء. وهي تعد من الطيور المقيمة الشائعة والواسعة الانتشار إذ توجد في جميع البيئات الطبيعية وهي تنشط في الليل والنهار على حد سواء. تبني أعشاشها في شقوق الصخور أو تجاويف الأشجار أو تحت أكوام الأحجار أو حتى في الخرائب.

## التكاثر
يبدأ التكاثر في شهر فبراير حيث تكون الرابطة بين الزوجين قوية فهي تستمر حتى موت أحدهما ، كما يتم بناء الأعشاش بين الصخور وأحيانا تحت الأرض وذلك في جحور الضب وأحيانا تحت البراميل أو السيارات القديمة الخربة ، وتضع الأنثى بين 3-6 بيضات وحضانة البيض تتم من قبل الأنثى ولم يسجل الذكر يحضن البيض وتبلغ حضانة البيض بين 28-33 يوما يوفر الذكر الغذاء للأنثى حتى الأسبوعين الأولين من الفقس بعدها يتساعد الزوجين بجلب الغذاء للصغار ، وتصل الفراخ لسن الطيران عندما يبلغ عمرها 30-35 يوما تقريبا .

## التغذية
تتغذى على القوارض والطيور الصغيرة والزواحف والحشرات كالخنافس والجراد.

## حركة الرأس
حسب الدراسات التشريحية فإن البومة تستطيع تحريك رأسها في شبه دائرة كاملة بدون تحريك جسمها بفعل التكوين المرن لهيكلها العظمي ونظام الأوعية الدموية فيه حيث أن الشريان الفقري نحيف ورخو جداً. 